# 会計帳簿
会計帳簿（かいけいちょうぼ）とは、企業等が取引上その他営業上の財産に影響を及ぼすべき事項を記載した帳簿である。
貸借対照表、損益計算書を作成する基礎となる。

## 分類
会計帳簿は、主要簿と補助簿に分類され、さらに以下のように分類される。
- 主要簿 - 企業等の取引を体系的に統括する帳簿
  - 総勘定元帳（特殊元帳）
  - 仕訳帳（普通仕訳帳・特殊仕訳帳、伝票）
- 補助簿 - 補助的な役割をする帳簿
  - 補助記入帳
    - 金銭出納帳
    - 小口現金出納帳
    - 当座預金出納帳
    - 普通預金出納帳
    - 受取手形記入帳
    - 支払手形記入帳
    - 売上帳
    - 仕入帳

  - 補助元帳
    - 売掛金元帳（得意先元帳）
    - 買掛金元帳（仕入先元帳）
    - 商品有高帳
    - 固定資産台帳

## 日本における会計帳簿

### 商法
- 商業帳簿（商法第19条）

商業帳簿とは、会計帳簿及び貸借対照表をいい、小商人以外の商人は作成しなければならない。

### 会社法
- 株式会社の会計帳簿の作成及び保存（会社法第432条）
- 会計帳簿の閲覧等の請求（会社法第433条）
- 会計帳簿の提出命令（会社法第434条）
- 持分会社の会計帳簿の作成及び保存（会社法第615条）
- 取締役等が、会計帳簿に記録すべき事項を記載せず、または虚偽の記載をした時は、100万円以下の過料に処せられる（会社法976条7項）。

## 中国における会計帳簿
中国では国務院財務部が会計業務規範を定めており、会計帳簿や財務諸表については会計基本業務規範で定められている。

## 類似語
- 帳簿書類 - 取引等を記録するために備え付けられた帳簿と、その帳簿及び取引等に関して作成又は受領した書類とをあわせた総称[3]。
- 法定三帳簿 - 労働基準法上の 賃金台帳、労働者名簿、出勤簿 の三つの帳簿。